# دارانداش
دارانداش یکی از روستاهای استان آذربایجان شرقی است که در دهستان هرزندات شرقی بخش مرکزی شهرستان مرند واقع شده‌است.قدمت این روستا به دوران زرتشت برمیگردد که یکی از قدیمی ترین روستاهای آذربایجان شرقی و مرند محسوب میشود.